# Sabine Paturel
Pour les articles homonymes, voir Paturel.
Sabine Mireille Jeanne Paturel, née le 19 septembre 1955 à Toulon (Var),, est une chanteuse et actrice française.
Elle n'a aucun lien de parenté avec le comédien Dominique Paturel.

## Biographie
Elle déclare en 2013 être née d'un père sicilien violent et avoir connu une « enfance difficile » ; aujourd'hui mariée, elle a tourné la page de cette enfance difficile. 
Son premier single Les Bêtises, composé par Sylvain Lebel et Dominique Pankratoff, est sorti en fin d'année 1985, alors qu’elle a déjà 30 ans. Chanson racontant le caractère incontrôlable d'un cœur délaissé et interprétée de façon espiègle, elle est restée pendant trente-six semaines au Top 50, de mars à octobre 1986, atteignant la deuxième place en mai 1986,. En novembre 1986, elle sort son second single P'tit Bouchon qui ne connaît pas le même succès. L’album Cœur bébé sort en 1987 en CD et vinyle 33 tours ; il obtient le Laser d'or de l'Académie du disque[réf. souhaitée].
En 1990, à la suite d'un conflit avec sa production, elle décide d'abandonner la chanson pour ne se consacrer qu'au théâtre. Elle y reviendra en 2009, à l'occasion de la tournée RFM Party 80. 
En 1995, elle a créé son propre cours d'art dramatique qui dure jusqu'en 2002.
Parallèlement, ses cours de comédie chez Jean-Laurent Cochet lui ont permis de percer dans le théâtre : dès 1988 elle triomphe au théâtre Marigny dans La Menteuse, pièce qui lui vaut une nomination aux Molières. Elle poursuit dans La Mégère apprivoisée, Jeanne d'Arc, Le Barbier de Séville puis dans la comédie musicale Dédé de Willemetz, La Reine Margot, Une heure sans télévision. En 2010, elle remonte sur les planches pour le one-woman-show musical J'ai deux mots à vous dire de Jean-Pierre Delage. En 2014, elle sort un album intitulé Atmosphères qui contient toutes les chansons du show.
Elle quitte ensuite le théâtre, monte un concert avec Xavier Barboteu, et en 2015 sort un nouveau single intitulé Je me fous de tout.
En 2019, elle participe à la tournée « Années 80 ». La même année, elle prévoit de sortir la chanson Femmes qu’on assassine dont elle donnera les droits à l'association Solidarité Femmes,. Mais, celle-ci est repoussée après la sortie de son single Putain de Monde en 2020.
En 2023, elle sort un single intitulé Courage c'est Noël qui décrit avec beaucoup d'humour une soirée en famille complètement ratée.
En 2024, elle sort le single Femme qu'on assassine, une chanson engagée dans la lutte contre les violences conjugales. 
En tant qu'actrice, elle a tourné dans des séries télévisées comme Les Enquêtes caméléon (avec Roger Carel), Les Cordier, juge et flic ou L'Instit et dans des films comme Prends ton passe-montagne, on va à la plage ou En cas de guerre mondiale, je file à l'étranger et dans La Chambre des dames de Yannick Andréi.

## Discographie

### Singles[15]
- Vinyle 1985 : Les Bêtises (3 min)
  - face B - J'crois que j't'aime (3 min 15 s)
- Vinyle 1986 : P'tit bouchon (3 min 25 s)
  - face B - Dans ma vie, dans ma tête (2 min 57 s)
- Vinyle 1987 : Les Enquêtes Caméléon, série télévisée, dont le générique est chanté par Sabine Paturel
  - Papa file, maman court (3 min 6 s)
- Vinyle 1987 : Je craque (3 min 45 s)
  - face B - Le Cœur en sorbet (2 min 37 s)
- Vinyle 1987 : Maladie d'été (3 min 56 s)
  - face B - Jardin secret (2 min 12 s)
- Vinyle 1988 : Caramel mou, caramel dur (3 min 37 s)
  - face B - Emmerdeuse (3 min 3 s)
- Vinyle 1989 : Liban (3 min 46 s) (titre au profit des enfants du Liban)
- Vinyle 1990 : Insatiable et rebelle (3 min 14 s)
  - face B - Ami ami (3 min 10 s)
- Vinyle 1990 : Traces de stress (3 min 56 s)
  - face B - S.V.P. dessine moi un amour (2 min 28 s)
- Vinyle 1991 : L'Enfant de demain (4 min 22 s) (titre au profit de l'UNICEF enregistré avec d'autres artistes)
- 2014 : Atmosphères
- 2015 : Je me fous de tout
- 2020 : Putain de monde
- 2023 : Courage c'est Noël
- 2024 : Femme qu'on assassine

## Théâtre
- 1984 : Pas de citrouille pour Cendrillon de Michel Frantz, mis en scène par Olivier Medicus au Théâtre des Blancs-Manteaux
- 1987 : La Menteuse de Jean-Jacques Bricaire et Maurice Lasaygues, mise en scène René Clermont, théâtre Marigny
- 1990 : La Mégère apprivoisée de William Shakespeare, mise en scène Marcelle Tassencourt (Grand Trianon de Versailles)
- 1991 : Jeanne et les juges de Thierry Maulnier, mise en scène Marcelle Tassencourt, théâtre Édouard VII
- 1992 : Le Barbier de Séville de Beaumarchais, mise en scène de Gaston Vacchia (Grand Trianon de Versailles)
- 1994 : Dédé d'Henri Christiné et Albert Willemetz, mise en scène Jean-Paul Lucet, théâtre des Célestins
- 1997 : La Tour de Nesle d'Alexandre Dumas, mise en scène Pierre Vielhescaze (théâtre Alexandre-Dumas)
- 1999 : Une heure sans télévision de Jaime Salom (es), mise en scène Pierre Vielhescaze (théâtre Montansier)
- 2010 : J'ai deux mots à vous dire de Jean-Pierre Delage, mise en scène Jean-Paul Bazziconi, direction musicale Samuel Sené, théâtre Rive Gauche

## Filmographie

### Cinéma
- 1982 : N'oublie pas ton père au vestiaire : Laetitia
- 1983 : Prends ton passe-montagne, on va à la plage : Sophie
- 1983 : Un homme à ma taille
- 1983 : En cas de guerre mondiale, je file à l'étranger : Isabelle

### Télévision
- 1984 : La Chambre des dames : Almodie
- 1986 : Lili, petit à petit : Sabine
- 1987 : Les enquêtes Caméléon (série TV, 6 épisodes) : Isabelle
- 1988 : Le Ravissement de Scapin : Zerbinette
- 1990 : La Menteuse (téléfilm) : Jane
- 1995 : Les Cordier, juge et flic (épisode 2-1 Une associée en trop) : Florence
- 2003 : L'Instit (série), épisode 7x01, Terre battue de Pat Le Guen : Juliette